# Giải bóng đá hạng nhì quốc gia Tahiti
Giải bóng đá hạng nhì quốc gia Tahiti hay Tahitian Ligue 2 là hạng đấu cao thứ hai của Liên đoàn bóng đá Tahiti ở Polynésie thuộc Pháp.

## Thể thức thi đấu
Mùa giải bắt đầu với giải đấu chính. Cuối giải đấu chính, các đội bóng sẽ bước vào giải play-off với các đội xếp cuối ở Ligue 1 để thi đấu và giành quyền thăng hạng.

## Đội bóng
Dưới đây là các đội bóng thi đấu mùa giải 2020-21:
- Central Sport 2
- Excelsior 2
- Manu Ura 2
- Mataiea 2
- Olympique de Mahina 2
- Papara
- Papenoo
- Pirae 2
- Taiarapu
- Tamarii Punaruu
- Tefana 2
- Temanava
- Vénus 2

## Danh sách đội vô địch
- 2020–21: A.S. Tamarii Punaruu[3]
- 2019–20: AS Excelsior[4]
- 2018–19: A.S. Taravao AC[5]
- 2017–18: AS Jeunes Tahitiens (2)[6]
- 2016–17: AS Tamarii Punaruu[7]
- 2015–16: AS Tefana B[8]
- 2014–15: AS Temanava (4)[9]
- 2013–14: A.S. Tiare Tahiti (2)[10]
- 2012–13: AS Temanava (3)[11]
- 2011–12: Không biết[12]
- 2010–11: AS Temanava (2)[13]
- 2009–10: AS Temanava (1)[14]
- 2008–09: A.S. Tiare Tahiti (1)[15]
- 2007–08: AS Vaiete[16]
- 2006–07: AS Aorai[17]
- 2005–06: A.S. Vénus[18]
- 2004–05: Không biết
- 2003–04: Không biết
- 2002–03: A.S. Tamarii Faa'a[19]
- 2001–02: AS Jeunes Tahitiens (1)[20]